# Infantas
Infantas é uma povoação portuguesa sede da Freguesia de Infantas do Município de Guimarães, freguesia com 6,49 km² de área e 1 740 habitantes (censo de 2021), tendo, por isso, uma densidade populacional de 268,1 hab./km².

## Património
- Casa e Capela da Quinta de Corujeiras[3]

## Demografia
A população registada nos censos foi:
| Ano  | 0-14 Anos | 15-24 Anos | 25-64 Anos | > 65 Anos |
| 2001 | 442       | 378        | 955        | 157       |
| 2011 | 288       | 261        | 1009       | 206       |
| 2021 | 221       | 203        | 1049       | 267       |